# Alyxoria
Alyxoria is een geslacht van schriftmossen in de familie Lecanographaceae. 

## Soorten
Volgens Index Fungorum bevat het geslacht 19 soorten (peildatum september 2021):
| Soortnaam                                  | Auteur(s)                                 | Publicatiejaar |
| ------------------------------------------ | ----------------------------------------- | -------------- |
| Alyxoria apomelaena                        | (A. Massal.) Ertz                         | 2015           |
| Alyxoria bicolor                           | (R.C. Harris & Lendemer) Ertz & Tehler    | 2011           |
| Alyxoria culmigena (Rivierschriftmos)      | (Lib.) Ertz                               | 2012           |
| Alyxoria cyanea                            | Aptroot                                   | 2020           |
| Alyxoria fuscospora                        | Ertz, Aptroot & M. Cáceres                | 2014           |
| Alyxoria lichenoides                       | (Pers.) Cl. Roux                          | 2017           |
| Alyxoria lutulenta                         | (Nyl.) Sipman & Raus                      | 2019           |
| Alyxoria mougeotii (Kalkschriftmos)        | (A. Massal.) Ertz, Frisch & G. Thor       | 2014           |
| Alyxoria notha                             | (Ach.) Gray                               | 1821           |
| Alyxoria ochrocheila (Geel schriftmos)     | (Nyl.) Ertz & Tehler                      | 2011           |
| Alyxoria paraxanthodes                     | (Nyl.) Ertz & Coppins                     | 2021           |
| Alyxoria sierramadrensis                   | Ertz, Huereca, Salcedo-Martínez & Tehler  | 2020           |
| Alyxoria subelevata                        | (Nyl.) Ertz & Tehler                      | 2011           |
| Alyxoria subrimalis                        | (Nyl.) Cl. Roux & Poumarat                | 2012           |
| Alyxoria varia (Kort schriftmos)           | (Pers.) Ertz & Tehler                     | 2011           |
| Alyxoria variiformis                       | (Anzi) Ertz                               | 2012           |
| Alyxoria viridipruinosa (Limoenschriftmos) | (Coppins & Yahr) Ertz                     | 2012           |
| Alyxoria wainioi                           | (Zahlbr.) S. Joseph, G.P. Sinha & Ramach. | 2018           |
| Alyxoria xerica                            | (Torrente & Egea) Van Haluwyn & Cl. Roux  | 2020           |